# Heartbreaker (álbum de G-Dragon)
Heartbreaker é o álbum de estreia do cantor e rapper sul-coreano G-Dragon. O seu lançamento ocorreu em 18 de agosto de 2009 pela YG Entertainment. Como parte de sua promoção, foram lançados quatro singles, sendo o primeiro deles, sua canção homônima lançada na mesma data do álbum, sendo seguida posteriormente por "Breathe", "Butterfly" e "A Boy". Heartbreaker foi bem recebido pelo público e conquistou os prêmios de Álbum do Ano nas premiações sul-coreanas Melon Music Awards e Mnet Asian Music Awards, tornando G-Dragon o primeiro solista a vencer a categoria em ambas premiações. 

## Antecedentes, composição e controvérsia
Inicialmente programado para ser lançado em abril de 2009, Heartbreaker teve seu lançamento adiado até a data de agosto do mesmo ano, a fim de coincidir com o aniversário de 21 anos de G-Dragon. Sua lista de faixas, possui todas as canções compostas pelo mesmo e contém a participação de artistas da YG Entertainment, além do cantor Kim Gun-mo. 
Após o lançamento de Heartbreaker, G-Dragon foi acusado de plágio pela Sony Music, que alegou que "Heartbreaker" e "Butterfly", eram similares respectivamente as canções "Right Round" do rapper estadunidense Flo Rida e "She's Electric" da banda inglesa Oasis. Em 21 de setembro de 2009, foi noticiado que a Sony Music havia enviado cartas de advertência a YG Entertainment sobre o suposto plágio. Em contrapartida, a YG Entertainment afirmou que nada havia sido decidido ou legalmente determinado e que a carta recebida, não era considerada uma ação legal; A mesma também declarou, que não havia recebido uma resposta direta acerca do assunto vindo das gravadoras que detinham os direitos de ambas as canções. Em março de 2010, foi divulgado que os representantes de Flo Rida haviam sido contactados e que ele havia aceitado participar de uma versão de remistura de "Heartbreaker", a ser lançada sem fins lucrativos e como uma faixa bônus no primeiro álbum ao vivo de G-Dragon intitulado Shine a Light (2010).

## Lançamento e capa
Heartbreaker obteve vendas superiores a cem mil cópias com apenas quatro dias de seu lançamento. Sua capa original na edição física, apresentando um molde em 3D do rosto de G-Dragon na cor branca, foi substituída em 2011 por uma nova capa, devido a uma alta porcentagem de itens confeccionados de forma defeituosa durante sua produção. Mesmo com a mudança, a lista de faixas do álbum permaneceu inalterada.   

## Singles
- "Heartbreaker" foi lançado em 18 de agosto de 2009, na mesma data do álbum. Após o seu lançamento, a canção atingiu a primeira posição em diversas paradas dos serviços de música online sul-coreanos, incluindo Mnet e Melon.[6] Em 30 de março de 2010, a faixa recebeu uma versão em remistura contendo a participação de Flo Rida, que atingiu a posição de número oito na parada sul-coreana recém-criada Gaon Digital Chart pertencente a Gaon.[8]

- "Breathe" foi lançado em 21 de setembro de 2009. Em termos comerciais, a canção figurou no top 20 das paradas dos serviços de música online sul-coreanos.[6] Liricamente, retrata G-Dragon não querendo acordar de um sonho.

- "Butterfly" lançado em 23 de outubro de 2009, como o terceiro single do álbum, apresenta letras consideradas românticas[9] e refere-se a uma relação amorosa.

- "A Boy" foi escolhido como o último single a ser retirado de Heartbreaker em 9 de novembro de 2009. A canção contém letras que relatam os pensamentos e conflitos pelo qual G-Dragon lidou, quando tornou-se um trainee pela YG Entertainment com a idade de treze anos.[10] Além disso, a canção serviu como uma resposta sua a recepção que recebeu, pela controvérsia envolvendo as alegações de plágio, que cercou os singles "Heartbreaker" e "Butterfly".[11]

## Lista de faixas
| Heartbreaker – Edição padrão |                                                     |                          |                           |                 |         |  |
| N.º                          | Título                                              | Letras                   | Música                    | Arranjos        | Duração |  |
| 1.                           | "A Boy" (소년이여; Sonyeoniyeo)                     | G-Dragon                 | G-Dragon, Choice37        | Choice37        | 3:29    |  |
| 2.                           | "Heartbreaker"                                      | G-Dragon                 | G-Dragon, Jimmy Thornfelt | Jimmy Thornfelt | 3:22    |  |
| 3.                           | "Breathe"                                           | G-Dragon                 | G-Dragon, Jimmy Thornfelt | Jimmy Thornfelt | 3:27    |  |
| 4.                           | "Butterfly" (com participação de Jin Jung)          | G-Dragon                 | Choice37, G-Dragon        | Choice37        | 3:42    |  |
| 5.                           | "Hello" (com participação de Sandara Park)          | G-Dragon                 | Kush, G-Dragon            | Kush            | 3:17    |  |
| 6.                           | "Gossip Man" (com participação de Kim Gunmo)        | G-Dragon                 | Teddy Park, G-Dragon      | Teddy Park      | 3:31    |  |
| 7.                           | "Korean Dream" (com participação de Taeyang)        | G-Dragon                 | G-Dragon, Jimmy Thornfelt | Jimmy Thornfelt | 3:16    |  |
| 8.                           | "The Leaders" (com participação de Teddy & CL)      | G-Dragon, Teddy Park, CL | Teddy Park                | Teddy Park      | 3:48    |  |
| 9.                           | "She's Gone" (com participação de Kush)             | G-Dragon                 | Kush, G-Dragon            | Kush            | 3:44    |  |
| 10.                          | "1 Year Station" (1년 정거장; Ilnyeon Jeonggeojang) | G-Dragon                 | Kush, G-Dragon            | Kush            | 4:04    |  |
| Duração total:               | Duração total:                                      | Duração total:           | Duração total:            | Duração total:  | 35:52   |  |

| Heartbreaker – Edição taiwanesa |                                                |         |  |
| N.º                             | Título                                         | Duração |  |
| 1.                              | "A Boy"                                        | 3:29    |  |
| 2.                              | "Heartbreaker"                                 | 3:22    |  |
| 3.                              | "Breathe"                                      | 3:27    |  |
| 4.                              | "Butterfly" (com participação de Jin Jung)     | 3:42    |  |
| 5.                              | "Hello" (com participação de Sandara Park)     | 3:17    |  |
| 6.                              | "Gossip Man" (com participação de Kim Gunmo)   | 3:31    |  |
| 7.                              | "Korean Dream" (com participação de Taeyang)   | 3:16    |  |
| 8.                              | "The Leaders" (com participação de Teddy & CL) | 3:48    |  |
| 9.                              | "She's Gone" (com participação de Kush)        | 3:44    |  |
| 10.                             | "1 Year Station"                               | 4:04    |  |
| 11.                             | "Heartbreaker" (com participação de Flo Rida)  | 3:24    |  |
| 12.                             | "This Love" (G.H remix)                        | 3:19    |  |
| 13.                             | "A Boy" (Choice37 remix)                       | 3:24    |  |
| 14.                             | "Breathe" (hitchhiker remix)                   | 3:38    |  |

| Conteúdo bônus em DVD – Edição CD+DVD taiwanesa |                                                      |         |  |
| N.º                                             | Título                                               | Duração |  |
| 1.                                              | "Heartbreaker" (Vídeo musical com legenda em chinês) |         |  |
| 2.                                              | "Butterfly" (Vídeo musical com legenda em chinês)    |         |  |
| 3.                                              | "Breathe" (Vídeo musical com legenda em chinês)      |         |  |
| 4.                                              | "A Boy" (Vídeo musical com legenda em chinês)        |         |  |

## Prêmios e indicações
| Ano  | Prêmio                  | Categoria    | Resultado | Ref.   |
| ---- | ----------------------- | ------------ | --------- | ------ |
| 2009 | Melon Music Awards      | Álbum do Ano | Venceu    | [ 14 ] |
| 2009 | Mnet Asian Music Awards | Álbum do Ano | Venceu    | [ 15 ] |

## Histórico de lançamento
| Região        | Data                               | Formato          | Gravadora                     |
| ------------- | ---------------------------------- | ---------------- | ----------------------------- |
| Coreia do Sul | 18 de agosto de 2009               | Download digital | YG Entertainment              |
| Coreia do Sul | 21 de agosto de 2009               | CD               | YG Entertainment Mnet Media   |
| Coreia do Sul | 20 de junho de 2011 (relançamento) | CD               | YG Entertainment KMP Holdings |
| Taiwan        | 28 de setembro de 2012             | CD+DVD           | Warner Music Taiwan           |